# Awamori

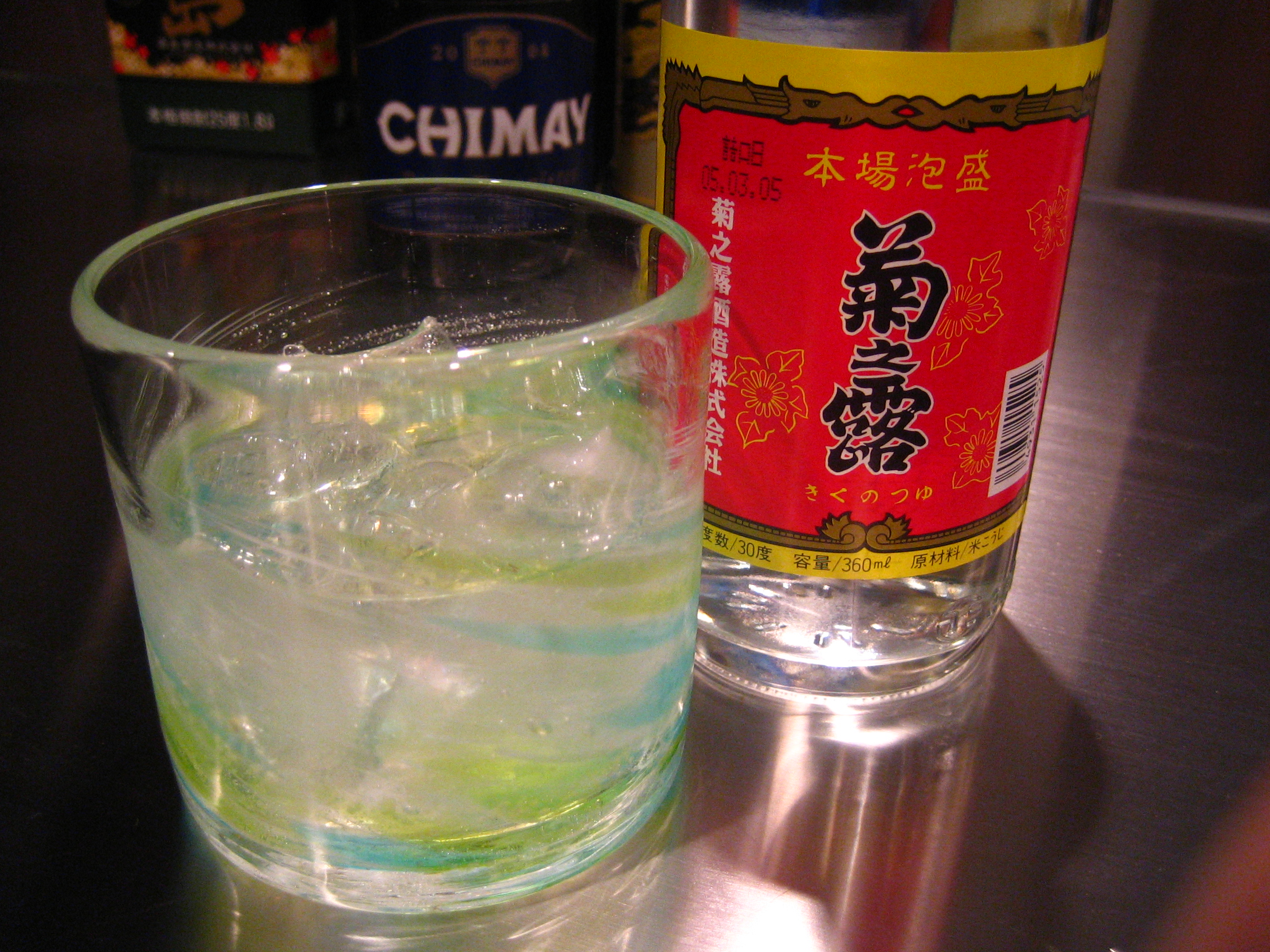
Uma garrafa de awamori da destilaria de Kikunotsuyu da ilha de Miyako, Okinawa.

Awamori (泡盛) é uma bebida alcoólica típica e feita exclusivamente em Okinawa, Japão. A bebida é feita a partir de grãos do arroz longo asiático Oryza sativa, e não é um produto direto da fermentação (como saquê), mas dadestilação (como shōchū). Todos os Awamori feitos hoje em dia são feitos a partir de arroz importado da Tailândia, já que a produção local dos grãos não é suficiente para suprir a demanda doméstica pela bebida.
Awamori tem normalmente 30 a 43% de álcool por volume, ainda que marcas feitas para exportação (incluindo marcas que enviam seus produtos para as ilhas principais do Japão) terem em geral em torno de apenas 25% de álcool. Alguns tipos (hanazake, especialmente) chegam a 60% de álcool por volume, e são líquidos altamente inflamáveis. O awamori é envelhecido em tradicionais potes de cerâmica, para realçar seu sabor e para que amadureça.
A maneira mais popular para beber Awamori é misturá-lo com água e servi-lo com gelo. No entanto, ele também pode ser bebido puro, on the rocks (apenas com gelo), e em coquetéis. Tradicionalmente, a bebida é servida em um kara-kara, um pequeno recipiente de barro com uma pequena bolinha de argila no seu interior. Essa bolinha faz um barulho (daí o nome onomatopeico kara-kara) para informar quem está se servindo do líquido de que o vasilhame está vazio, porque era considerado rude tentar servir bebida de um recipiente que já não contém mais bebida, já que o awamori era uma bebida cara e preciosa. Esses recipientes ainda são encontrados em Okinawa, mas frequentemente não se usam mais as bolinhas de argila.
Outro nome para o Awamori feito em Okinawa é "saquê da ilha" (島酒, shima-zake).

## História

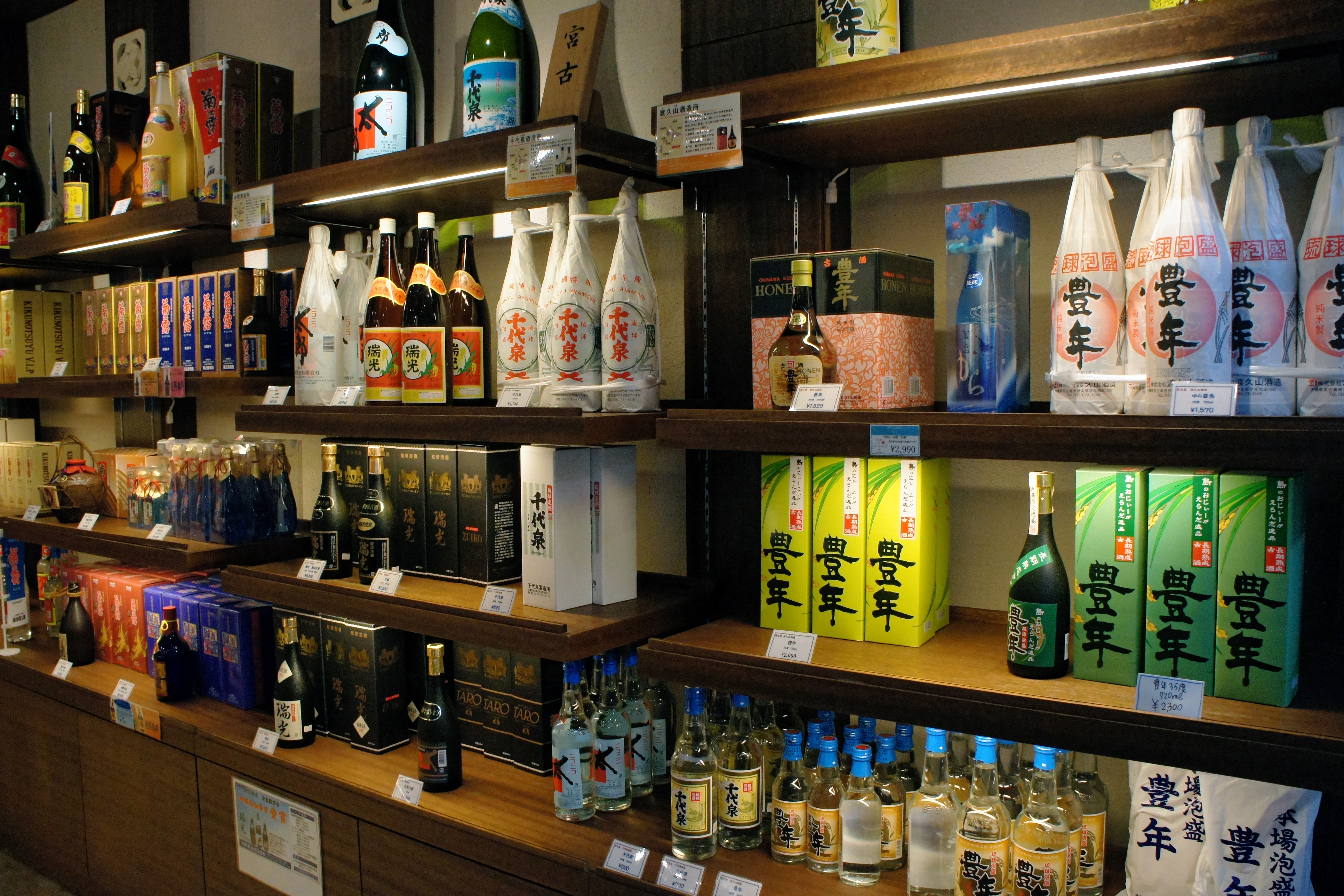
Garrafas de awamori exibidas em loja.

Awamori deve a sua existência ao histórico de negociação de Okinawa com o Sudeste Asiático, originando-se da bebida tailandesa Lao Khao. A técnica de destilação utilizada para produzir o awamori chegou à ilha vindo da Tailândia (anteriormente reino de Sião), no século XV, e todo awamori é feito de arroz tailandês. Os okinawanos refinaram o processo de destilação, incorporando outras técnicas e tornando-o mais afinado em relação ao clima subtropical da região e incorporando o mofo koji local na produção.
Embora Awamori seja um destilado de arroz, ele é diferente do shochu japonês de várias maneiras. Awamori é feita em uma única fermentação, enquanto shochu normalmente usa duas fermentações. Além disso, Awamori usa grãos longos de arroz tailandês, em oposição aos grãos curtos de arroz japonês usados no shochu. Finalmente, awamori usa exclusivamente o fungo do tipo koji preto (Aspergillus awamori), endêmico à Okinawa, enquanto o shochu usa fungos koji branco (aspergillus kawachii), preto e amarelo (Aspergillus oryzae).

## Kusu
Quando Awamori é envelhecido por três anos ou mais, ele é chamado de kusu (古酒, "bebida velha"). Esta pronúncia é exclusiva do dialeto de Okinawa; em outras partes do Japão, se pronuncia "koshu" e se refere ao saquê envelhecido. Legalmente, para a bebida poder ser chamada de "kusu", tem que ser envelhecida por três anos; na prática, porém, o mínimo de tempo é em torno dos seis meses. Antes da Batalha de Okinawa, durante a Segunda Guerra Mundial, garrafas de kusu com dois e até três séculos existiram, mas todas foram perdidas na batalha.